# Éric Gaudry
Pour les articles homonymes, voir Gaudry.
Éric Gaudry est un comédien de doublage québécois né en 1949. Il est notamment la voix québécoise de Samuel L. Jackson, Liam Neeson, Ed Harris, Tommy Lee Jones, Billy Bob Thornton, Michael Keaton, Christopher Walken, Laurence Fishburne, Eric Roberts et Harvey Keitel.

## Biographie
Éric Gaudry est né à Québec. Pendant ses études collégiales, il fait du théâtre. Il se découvre alors, une passion pour le métier d'acteur. En 1972, Paul Hébert, comédien et metteur en scène, l'emploie pour interpréter plusieurs petits rôles dans la pièce Charbonneau et le Chef au Théâtre du Trident à Québec. Il tournera cette pièce de théâtre dans tout le Québec avant de s'installer à Montréal. Les 360 représentations de 'Charbonneau...' furent son école de théâtre. Il foula les planches du Rideau Vert et de la Cie Jean Duceppe pendant une quinzaine d'années.
En 1976, Éric Gaudry a sa première fille, Marie-Stéfane. Il décroche un rôle dans le populaire téléroman 'Rue des Pignons' de Mia Riddez. Théâtre, télévision, cinéma et radio lui font, à partir de ce moment, de belles propositions.
En 1980, sa deuxième fille, Élise, naît. Il s'établit dans la campagne de Calixa-Lavallée. Pendant 26 ans, il profita de la tranquillité de ce petit paradis.
En 1995, il abandonne le théâtre et la télévision pour se consacrer uniquement au doublage, aux narrations de documentaires et à la publicité en voix hors-champ (voice over).
Sa voix est très prisée par les réalisateurs de documentaires et de publicités.

## Filmographie
- 1973 : Trois fois passera
- 1977 : J.A. Martin photographe : un client

## Doublage

### Cinéma
- Samuel L. Jackson dans (42 films) :
  - Sables mortels (1992) : Greg Meeker
  - Marche ou crève : Vengeance définitive (1995) : Zeus Carver
  - Souviens-toi Charlie (1996) : Mitch Henessey
  - Jackie Brown (1997) : Ordell Robbie
  - Négociateur (1998) : Danny Roman
  - Sphère (1998) : Harry Adams
  - L'Indesctructible (2000) : Elijah Price
  - L'Enfer du devoir (2000) : Colonel Terry Childers
  - Shaft (2000) : John Shaft
  - xXx (2002) : Agent Augustus Gibbons
  - Sans motif apparent (2002) : Jack Friar
  - Changement de voie (2002) : Doyle Gipson
  - Formation extrême (2003) : Nathan West
  - Coach Carter (2005) : Coach Ken Carter
  - Le Boss (2005) : Derrick Vann
  - Serpents à bord (2006) : Neville Flynn
  - Le Retour des braves (2006) : Will Marsh
  - Renaissance d'un champion (2007) : Champ
  - Chambre 1408 (2007) : Gerald Olin
  - Le Spirit (2008) : Octopus
  - Soul Men (2008) : Louis Hinds
  - Iron Man 2 (2010) : Nick Fury
  - Les Renforts (2010) : P.K. Highsmith
  - Thor (2011) : Nick Fury
  - Avengers (2012) : Nick Fury, directeur du SHIELD
  - Mother and Child (2012) : Paul, le directeur du cabinet d'avocats
  - Django déchaîné (2013) : Stephen
  - RoboCop (2014) : Pat Novak
  - Game of Fear (2014) : Clinton Davis
  - Big Game (2014) : Le président William Alan Moore
  - Les Huit Salopards (2015) : Le major Marquis Warren
  - La Légende de Tarzan (2016) : George Washington Williams
  - xXx: Reactivated (2017) : Agent Augustus Eugene Gibbons
  - Kong: Skull Island (2017) : Lieutenant-colonel Preston Packard
  - Mon meilleur (2017) : Darius Kincaid
  - Seule la vie... (2018) : Lui-même
  - Verre (2019) : Elijah Price
  - La Femme de mon meilleur ennemi (2021) : Darius Kincaid
  - La Protégée (2021) : Moody Dutton
  - Argylle (2024) : Alfred "Alfie" Solomon
- Liam Neeson dans (23 films) :
  - Nell (1994) : Jerome Lovell
  - Les Misérables (film, 1998) (1998) : Jean Valjean
  - K-19 : Le Piège des profondeurs (2002) : Capitaine Alexei Vostrikov
  - Batman : Le Commencement (2005) : Ra's al Ghul
  - Le Choc des Titans (2010) : Zeus
  - Hors de moi (2011) : le docteur Martin Harris
  - Peur grise (2011) : Ottway
  - L'Ascension du Chevalier Noir (2012) : Ra's al Ghul
  - Battleship (2012) : Amiral Shane
  - La Colère des Titans (2012) : Zeus
  - Sans arrêt (2014) : Bill Marks
  - Mille et une façons de mourir dans l'Ouest (2014) : Clinch Leatherwood
  -  Entre les tombes (2014) : Matt Scudder
  - Ted 2 (2015) : Un client au supermarché
  - Taken 3 (2015) : Bryan Mills
  - Night Run (2015) : Jimmy Conlon
  - Silence (2017) : Le père Cristóvão Ferreira
  - The Secret Man: Mark Felt (2017) : Mark Felt
  - Dernier arrêt (2018) : Michael Woolrich
  - Piège de glace (2021) : Mike
  - Opération Blacklight (2022) : Travis Block
  - Mémoire meurtrière (2022) : Alex Lewis
  - Au pays des saints et des pécheurs (2023) : Finbar Murphy
- Tommy Lee Jones dans (20 films) :
  - Piège en haute mer (1992) : William Strannix
  - Le Fugitif (1993) : US Marshal Samuel Gerard
  - Le Client (1994) : Roy Foltrigg
  - Blue Sky (1994) : Hank Marshall
  - Men in Black (1997) : Agent Kay
  - Des hommes de loi (1998) : US Marshal Samuel Gerard
  - Petits Soldats (1998) : voix du Chip Hazard
  - Space Cowboys (2000) : Colonel William « Hawk » Hawkins
  - Hommes en noir 2 (2002) : Agent Kay
  - Chasse à l'homme (2003) : L.T. Bonham
  - The Company Men (2010) : Gene McClary
  - Capitaine America : Le Premier Vengeur (2011) : Colonel Chester Phillips
  - Men in Black 3 (2012) : Agent Kay
  - L'espoir est à Hope Springs (2012) : Arnold Soames
  - La Famille (2013) : Robert Stanfield
  - Criminal : Un espion dans la tête (2016) : Dr. Frank
  - Le Mécano : Résurrection (2016) : Max Adams
  - Jason Bourne (2016) : Robert Dewey, le directeur de la CIA
  - Just Getting Started (2017) : Leo McKay
  - Vers les étoiles (2019) : H. Clifford McBride
- Ed Harris dans (18 films) :
  - Le Bazaar de l'épouvante (1993) : le shérif Alan Pangborn
  - Nixon (1995) : E. Howard Hunt
  - Le Rocher (1996) : Le général de brigade Francis X. Hummel
  - Œil pour Œil (1996) : Mack McCann
  - La blonde de mon père (1998) : Luke Harrison
  - Coup monté (2001) : Kelly Grant
  - Buffalo Soldiers (film) (2001) : Colonel Berman
  - Les Heures (2002) : Richard Brown
  - Radio (2003) : Coach Jones
  - Une histoire de violence (2005) : Carl Fogarty
  - Au fil de l'hiver (2006) : Don Holdin
  - Gone Baby Gone (2007) : Détective Bressant
  - Le Nettoyeur (2007) : Eddie Lorenzo
  - Les chemins de la liberté (2010) : M. Smith
  - Dos au mur (2012) : David Englander
  - Coup musclé (2013) : Ed DuBois
  - Gravité (2013) : "Mission Control"
  - Géotempête (2017) : Leonard Dekkom
  - Top Gun: Maverick (2022) : contre-amiral Chester « Hammer » Cain
- Laurence Fishburne dans (9 films) :
  - Scorpion Noir (1995) : Sheriff Tanny Brown
  - Osmosis Jones (2001) : Thrax
  - Les mots d'Akeelah (2006) : Dr Larabee
  - Échec et Mort (2007) : Ahmat
  - Bobby Z (2007) : Tad Gruzsa
  - Les Prédateurs (2010) : Tad Gruzsa
  - La colonie (2013) : Briggs
  - John Wick : Chapitre 2 (2017) : Bowery King
  - La Mule (2018) : Carl
- Roger L. Jackson dans (6 films) :
  - Frissons (1996) : Ghostface
  - Frissons 2 (1997) : Ghostface
  - Frissons 3 (2000) : Ghostface
  - Frissons 4 (2011) : Ghostface
  - Frissons (2022) : Ghostface
  - Frissons VI (2023) : Ghostface
- Billy Bob Thornton dans :
  - Bandits (2001) : Terry Collins
  - Le Salut (2003) : Manuel Jordan
  - Faux Amis (2005) : Vic Cavanaugh
  - Mr. Woodcock (2007) : Jasper Woodcock
  - Parkland (2013) : Forrest Sorrels
  - Le Juge (2014) : Dwight Dickham
- Christopher Walken dans :
  - Par la peau des dents (1995) : Mr. Smith
  - Les Rois du Kidnapping (1997) : Charlie Barret
  - Garçons sans honneur (2005) : le secrétaire Cleary
  - Clic (2006) : Morty
- Harvey Keitel dans :
  - Pensées mortelles (1991) : Détective John Woods
  - Benjamin Gates et le Trésor des Templiers (2004) : Agent Sadusky
  - Benjamin Gates et le Livre des secrets (2007) : Agent Sadusky
  - Mon beau-père et nous (2010) : Randy Weir
- Bernie Mac dans :
  - Ocean's Eleven (2001) : Frank Catton
  - Ocean's Twelve (2004) : Frank Catton
  - Ocean's Thirteen (2007) : Frank Catton
- Arnold Schwarzenegger dans :
  - Expendables : Unité spéciale (2010) : Trench Mauser (caméo)
  - Expendables 2 (2012) : Trench Mauser
  - Expendables 3 (2014) : Trench Mauser
- Michael Keaton dans :
  - Batman (1989) : Bruce Wayne / Batman
  - Batman, le défi (1992) : Bruce Wayne / Batman
  - Flash (2023) : Bruce Wayne / Batman
- 1991 : Croc-Blanc : Alex Larson (Klaus Maria Brandauer)
- 1992 : Et au milieu coule une rivière : Chub (Michael Cudlitz)
- 1992 : Des hommes d'honneur : Capt. Whitaker (Xander Berkeley)
- 1992 : Les Petits Champions : Lewis (M. C. Gainey)
- 1993 : Un monde parfait : Terry James Pugh (Keith Szarabajka)
- 1993 : Rasta Rockett : Yul Brenner (Malik Yoba)
- 1993 : Les Aventures de Huckleberry Finn : Jim (Courtney B. Vance)
- 1994 : The Mask : Détective Doyle (Jim Doughan)
- 1994 : Sauvez Willy :  Dwight Mercer (Mykelti Williamson)
- 1995 : Batman Forever : Bruce Wayne / Batman (Val Kilmer)
- 1995 : Jumanji : Samuel Alan Parrish / Chasseur Van Pelt (Jonathan Hyde)
- 1995 : Sauvez Willy 2 (Free Willy 2: The Adventure Home) :  Dwight Mercer (Mykelti Williamson)
- 1996 : Une folle équipée : Franklin Laszlo (Tom Arnold)
- 1996 : L'Incroyable Voyage 2 : À San Francisco : Jack (Michael Rispoli)
- 1996 : Roméo + Juliette : le Père Lawrence (Pete Postlethwaite)
- 1998 : Dr. Dolittle : Blaine (Paul Giamatti)
- 1999 : Mon ami Joe : Vern (Geoffrey Blake)
- 2000 : Film de peur : voix du tueur (Dave Sheridan)
- 2001 : Training Day : Stan Gursky (Tom Berenger)
- 2001 : Princesse malgré elle :  Maire de San Francisco (Willie Brown Jr.)
- 2001 : Osmosis Jones : Thrax (Laurence Fishburne) (voix)
- 2003 : Inspecteur Gadget 2 : Docteur Mad (Tony Martin)
- 2003 : Freddy contre Jason : Freddy Krueger (Robert Englund)
- 2004 : Alien vs. Predator : Charles Bishop Weyland (Lance Henriksen)
- 2004 : Hôtel Rwanda : Colonel Oliver (Nick Nolte)
- 2006 : Vol 93 : Capitaine Jason Dahl (J.J. Johnston)
- 2007 : Pirates des Caraïbes : Jusqu'au bout du monde : Teague Sparrow (Keith Richards)
- 2007 : Little Children : Ronnie J. McGorvey (Jackie Earle Haley)
- 2007 : Rescue Dawn : Spook (Toby Huss)
- 2008 : The Lazarus Project : Père Ezra (Bob Gunton)
- 2010 : Le Livre d'Eli : Engineer (Tom Waits)

### Animation
- 1988 : Qui veut la peau de Roger Rabbit : Bébé Herman
- 1988 : Oliver et Compagnie : DeSoto
- 1989 : La Petite Sirène : Pouilleuse et Gueuse
- 1992 : Aladdin : Jafar
- 1993 : Batman: Le Masque du Phantasme : Bruce Wayne / Batman
- 1995 : Histoire de jouets : le soldat blessé
- 1999 : Histoire de jouets 2 : l'empereur Zurg

### Séries télévisées
- 1974-1976 : La Petite Patrie : Médée Thibault
- 1989 : Les Simpson : Kirk Van Houten (1re voix)
- 1993 : The Terrible Thunderlizards : Général Galapagos
- 1997 : Donkey Kong : King K. Rool
- 2015 : Family Guy : Liam Neeson
- 2019 : The Boys : Sam Butcher, le père de Billy (John Noble)